# Sulco terminal
Sulco terminal é uma junção entre a base da língua com os 2/3 anteriores.